# Elaeoluma schomburgkiana
Elaeoluma schomburgkiana là một loài thực vật có hoa trong họ Hồng xiêm. Loài này được (Miq.) Baill. mô tả khoa học đầu tiên năm 1892.